# Dom Vittor & Gustavo
Dom Vittor & Gustavo foi uma dupla sertaneja brasileira formada em Goiânia por Dom Vittor (vocal) e Gustavo (vocal), ativa entre 2020 a 2022.

## Biografia
O cantor Dom Vittor, natural de Porto Alegre, já tinha um trânsito no cenário musical e em 2016 tinha participado do The Voice Kids. Depois disso, atuou em carreira solo até o ano de 2020. Após conhecer João Gustavo e desenvolverem uma parceria como compositores, os artistas resolveram formar uma dupla sertaneja como intérpretes. Na época, Dom Vittor já tinha canções gravadas por duplas como Maiara & Maraisa, Henrique & Juliano e Israel & Rodolffo.
Em 2021, a dupla foi apadrinhada por Marília Mendonça, irmã de Gustavo, e os músicos assinaram com a Virgin Music Brasil. O primeiro e único trabalho da dupla se chamou Do Zero (2021), um EP com três músicas inéditas e regravações de sucessos sertanejos. Das novas canções, "Ângulo Perfeito" foi a canção de trabalho e seu clipe alcançou mais de 1 milhão de visualizações em cerca de dois meses.
Menos de um mês após o lançamento das primeiras faixas de Do Zero, Marília Mendonça morreu em um acidente aéreo. A dupla, que tinha a gravação da música "Calculista" com Marília, lançou o single em dezembro de 2021, sendo o primeiro lançamento póstumo creditado a Mendonça. O videoclipe da faixa alcançou cerca de 20 milhões de visualizações em cerca de 6 meses.
Em 2022, a dupla começou a trabalhar em um futuro álbum e colaborou com outros artistas, como Michele Andrade e Murilo Huff. No entanto, Gustavo passou a lidar com sintomas de depressão, o que fez com que os músicos cancelassem uma parceria com Luiza Martins em setembro de 2022. No fim daquele mês, Dom Vittor & Gustavo anunciaram o encerramento da dupla. Na época, Gustavo afirmou que "Hoje me sinto incapaz de tomar uma decisão olhando para o futuro".

## Discografia
- Do Zero (2021)